# Фатих Ербакан
Мухамед Али Фатих Ербакан (на турски: Muhammed Ali Fatih Erbakan) е турски политик и инженер, основател и председател на ислямистката Нова партия на благоденствието (YRP). Той е син на Неджметин Ербакан, бивш министър-председател на Турция (1996 – 1997), който ръководи Партията на благоденствието, чийто наследник е YRP. Фатих Ербакан е президент на фондация „Неджметин Ербакан“.

## Биография
Фатих Ербакан е роден на 1 януари 1979 г. в Анкара, Турция. Завършва средното си образование в „Имам Хатип“ и гимназиалното си образование в Анкара. Висшето си образование завършва в Башкентския университет в областта на електроинженерството. Заминава за Англия с цел да продължи висшето си образование, за да завърши магистърска степен, но се завръща в Турция през 2005 г., когато майка му Нермин Ербакан умира. По-късно получава магистърска степен от Башкентския университет. Завършва докторантура по управление и организация в същия университет.

## Политическа дейност
До 1999 г. Ербакан е член на Партията на добродетелта. След разпускането ѝ от Конституционния съд на Турция през 2001 г. е основана Партия на щастието, към която се присъединява Ербакан и става част от Управителния съвет на младежката организация на партията. Остава член на партията до 5-ия редовен конгрес през 2014 г.

### Нова партия на благоденствието
На 23 ноември 2018 г. е сред учредителите на Новата партия на благоденствието (YRP) и е избран за неин председател. Партията развива структури в 81 вилаета и 800 околии на Турция. Като председател на партията на 17 ноември 2019 г. той организира един от най-големите конгреси в политическата история на Турция с участието на 45 000 души. Първият митинг се провежда на 9 февруари 2020 г. в района на площада на демокрацията във вилает Сакария.
Той обявява своята кандидатура за президентските избори в Турция през 2023 г., но по-късно се отказва и подкрепя турския президент Реджеп Таип Ердоган.

### Позиции
Ербакан открито се противопоставя против ваксинирането по време на пандемията от COVID в Турция, срещайки подкрепа на част от някои по-религиозни и много консервативни турци в Турция. Той твърди, че ваксините срещу COVID-19 могат да накарат хората да раждат „получовешки, полумаймунски“ деца.
Ербакан се обявява против правата на ЛГБТ гражданите и заявява, че те представляват „перверзия, забранена във всяка религия“.